# Campiglossa snowi
Campiglossa snowi är en tvåvingeart som först beskrevs av Erich Martin Hering 1944.  Campiglossa snowi ingår i släktet Campiglossa och familjen borrflugor. Inga underarter finns listade.